# مارتین آگریکولا

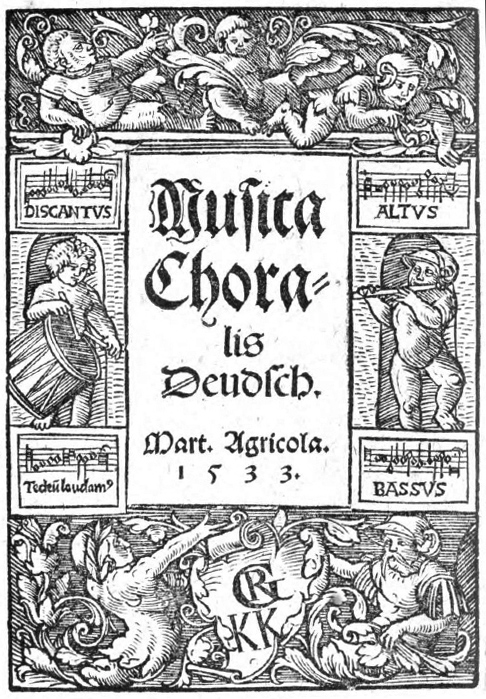
رساله «موسیقی کرال» نوشتهٔ مارتین آگریکولا

مارتین آگریکولا (به آلمانی: Martin Agricola) از آهنگ‌سازان شهیر آلمانی است که به سال ۱۴۸۶ در شهری در غرب لهستان Świebodzin متولد شد و تا زمان مرگش در سال ۱۵۵۶ میلادی، به عنوان استاد و خواننده کُر در شهر مگدبورگِ آلمان می‌زیست.